# Wanatah
Wanatah – miasto w Stanach Zjednoczonych, w stanie Indiana, w hrabstwie LaPorte.